# Eglė Špokaitė
Eglė Špokaitė (ur. 15 stycznia 1971 w Wilnie) – litewska tancerka baletowa, aktorka, choreografka. Primabalerina Litewskiego Teatru Narodowego Opery i Baletu. Założycielka i dyrektor artystyczny "Ballet Institute of San Diego" w San Diego i "Eglė Špokaitė Ballet School" w Wilnie.

## Kariera artystyczna
Ukończyła klasę baletu w Narodowej Szkole Artystycznej imienia Mikalojausa Konstantino Čiurlionio w Wilnie. W 1989 została solistką Litewskiego Teatru Narodowego Opery i Baletu. W latach 1994–1996 wygrała 4 międzynarodowe konkursy baletowe. Współpracowała ze znanymi artystami Mstisławem Rostropowiczem, Mają Plisiecką, Gidonem Kremerem, Eimuntasem Nekrošiusem. Występowała pod kierunkiem takich reżyserów i choreografów jak: Giorgi Aleksidze, Krzysztof Pastor, Boris Eifman, Aleksiej Ratmanski i inni. W 2009 wraz z Kristiną Sliesoraitiene stworzyły szkołę baletową, która obecnie ma ponad 700 uczniów i jest największą prywatną szkołą baletową w krajach bałtyckich. W 2011 rozstała się Baletem narodowym i zaczęła karierę jako choreograf wystawieniem w Narodowym Teatrze Muzycznym w Kownie "Błękitnego Dunaju". Współtworzyła międzynarodowy konkurs dla młodych talentów z całej Europy "Vilnius Youth Ballet Competition"

## Życie prywatne
Jej mężem jest  naukowiec i fotograf Dainius Macikenas